# Rhaphidophora talamauana
Rhaphidophora talamauana är en kallaväxtart som beskrevs av Cornelis Rugier Willem Karel van Alderwerelt van Rosenburgh. Rhaphidophora talamauana ingår i släktet Rhaphidophora och familjen kallaväxter. Inga underarter finns listade.